# Tiken Jah Fakoly
Tiken Jah Fakoly, nome d'arte di Doumbia Moussa Fakoly (Odienné, 23 giugno 1968), è un cantante reggae ivoriano.

## Biografia
Nato in una famiglia di griot, Doumbia Moussa Fakoly scopre la musica reggae in tenera età e fonda il suo primo gruppo, Djelys, nel 1987. Egli si fa conoscere ben presto a livello regionale e poi piano piano diviene famoso anche a livello nazionale. Molto attento e interessato allo sviluppo sociale e politico del suo paese, Tiken Jah non tarda ad elaborare scritti riguardanti la situazione politica della Costa d'Avorio. Uno di questi scritti parla della morte di Félix Houphouët-Boigny avvenuta nel 1993. Nel 1998, Fakoly si esibisce a Parigi per la prima volta in ambito internazionale.
Tiken Jah Fakoly suona una musica che ha il compito “di svegliare la coscienza„ degli ascoltatori .Di fede Rastafariana, le sue canzoni parlano delle ingiustizie inflitte alla gente del suo paese e più in generale delle iniquità subite dal popolo africano. Proprio per questo motivo il pubblico africano sente una profonda affinità con i testi di Tiken Jah Fakoly che canta per tutte le persone oppresse.

## Discografia
- 1993: Djelys   (Djelys)
- 1994: Missiri  (Djelys)
- 1996: Mangercratie
- 1999: Cours d'histoire
- 2000: Le Caméléon - esclusivamente in Africa Occidentale
- 2002: Françafrique - termine coniato da François-Xavier Verschave
- 2004: Coup de gueule
- 2005: Africa wants to be free - compilation a sostegno dell'associazione francese Survie
- 2007: L'Africain
- 2010: African Revolution
- 2014: Dernier Appel
- 2019: Le monde est chaud

## Partecipazioni
Tiken Jah Fakoly ha registrato alcune canzoni con altri artisti. Alcune di queste sono: African Holocaust con gli Steel Pulse, Airt Frais con Rikè , Carnet De Bord con Bernard Laviliers , Life con i 
Dub Incorporation e Cikan con Tata Pound. Fakoly ha partecipato anche alla compilation African Consciences di Mebgane N'Dour.